# Duplexe Tchamba
Duplexe Tchamba (Yaoundé, 1998. július 10. –) kameruni válogatott labdarúgó, a portugál Casa Pia hátvédje kölcsönben a dán SønderjyskE csapatától.

## Pályafutása

### Klubcsapatokban
Tchamba a kameruni fővárosban, Yaoundéban született. Az ifjúsági pályafutását a TAD Sport Academy csapatában kezdte, majd 2017-ben a francia Strasbourg akadémiájához igazolt.
2019-ben mutatkozott be a Strasbourg felnőtt csapatában. Először 2019. január 16-án, a Grenoble Foot 38 ellen 1–0-ra megnyert kupamérkőzésen lépett pályára  2019. július 25-én hároméves kölcsönszerződést írt alá a norvég Strømsgodset együttesével. Tchamba 2019. augusztus 5-én, a Bodø/Glimt ellen 3–1-re elvesztett mérkőzésen debütált. Első gólját november 24-én, a Brann ellen 6–0-ra megnyert találkozón szerezte.
2021. július 1-jén a dán SønderjyskE együtteséhez szerződött. A 2022–23-as szezonban a Casa Pia csapatát erősítette kölcsönben.

### A válogatottban
2021-ben debütált a kameruni válogatottban. Először 2021. június 4-én, Nigéria ellen 1–0-ás győzelemmel zárult barátságos mérkőzésen lépett pályára.

## Statisztikák
2022. május 21. szerint
| Klub                      | Szezon   | Osztály          | Bajnokság | Bajnokság | Kupa  | Kupa | Nemzetközi | Nemzetközi | Összesen | Összesen |
| Klub                      | Szezon   | Osztály          | Meccs     | Gól       | Meccs | Gól  | Meccs      | Gól        | Meccs    | Gól      |
| ------------------------- | -------- | ---------------- | --------- | --------- | ----- | ---- | ---------- | ---------- | -------- | -------- |
| Strasbourg                | 2018–19  | Ligue 1          | 0         | 0         | 1     | 0    | —          | —          | 1        | 0        |
| Strømsgodset (kölcsönben) | 2019     | Eliteserien      | 15        | 2         | 0     | 0    | —          | —          | 15       | 2        |
| Strømsgodset (kölcsönben) | 2020     | Eliteserien      | 12        | 1         | 0     | 0    | —          | —          | 12       | 1        |
| Strømsgodset (kölcsönben) | 2021     | Eliteserien      | 3         | 1         | 0     | 0    | —          | —          | 3        | 1        |
| Strømsgodset (kölcsönben) | Összesen | Összesen         | 30        | 4         | 0     | 0    | 0          | 0          | 30       | 4        |
| SønderjyskE               | 2021–22  | Danish Superliga | 26        | 2         | 4     | 1    | —          | —          | 30       | 3        |
| Összesen                  | Összesen | Összesen         | 56        | 6         | 5     | 1    | 0          | 0          | 61       | 7        |

## Fordítás
Ez a szócikk részben vagy egészben  a   Duplexe Tchamba című angol Wikipédia-szócikk fordításán alapul.  Az eredeti cikk szerkesztőit annak laptörténete sorolja fel. Ez a jelzés csupán a megfogalmazás eredetét és a szerzői jogokat jelzi, nem szolgál a cikkben szereplő információk forrásmegjelöléseként.